# Xylostola punctum
Xylostola punctum är en fjärilsart som beskrevs av Emilio Berio 1955. Xylostola punctum ingår i släktet Xylostola och familjen nattflyn. Inga underarter finns listade i Catalogue of Life.